# Лост-Нейшен (Іллінойс)
Лост-Нейшен (англ. Lost Nation) — переписна місцевість (CDP) в США, в окрузі Оґл штату Іллінойс. Населення — 714 особи (2020).

## Географія
Лост-Нейшен розташований за координатами 41°54′43″ пн. ш. 89°22′7″ зх. д. / 41.91194° пн. ш. 89.36861° зх. д. (41.911952, -89.368492).  За даними Бюро перепису населення США в 2010 році переписна місцевість мала площу 6,61 км², з яких 6,32 км² — суходіл та 0,29 км² — водойми.

## Демографія
Згідно з переписом 2010 року, у переписній місцевості мешкало 708 осіб у 303 домогосподарствах у складі 253 родин. Густота населення становила 107 осіб/км².  Було 364 помешкання (55/км²).
Расовий склад населення:
| - 97,2 % — білих - 0,6 % — корінних американців - 0,4 % — чорних або афроамериканців - 1,1 % — осіб інших рас |

До двох чи більше рас належало 0,7 %. Частка іспаномовних становила 1,8 % від усіх жителів.
За віковим діапазоном населення розподілялося таким чином: 15,1 % — особи молодші 18 років, 57,6 % — особи у віці 18—64 років, 27,3 % — особи у віці 65 років та старші. Медіана віку мешканця становила 54,2 року. На 100 осіб жіночої статі у переписній місцевості припадало 98,9 чоловіків;  на 100 жінок у віці від 18 років та старших — 98,3 чоловіків також старших 18 років.
Середній дохід на одне домашнє господарство  становив 77 892 долари США (медіана — 67 500), а середній дохід на одну сім'ю — 85 144 долари (медіана — 76 591). За межею бідності перебувало 5,8 % осіб, у тому числі 0,0 % дітей у віці до 18 років та 17,0 % осіб у віці 65 років та старших.
Цивільне працевлаштоване населення становило 295 осіб. Основні галузі зайнятості: виробництво — 22,4 %, публічна адміністрація — 18,0 %, освіта, охорона здоров'я та соціальна допомога — 14,9 %, роздрібна торгівля — 13,2 %.